# Afonso Africano
Afonso Africano é um poema épico (1611) do poeta português Vasco Mouzinho de Quevedo, centrado no rei Afonso V de Portugal, cognominado O Africano.

## Edição
Affonso Africano: poema heroico da presa de Arzilla e Tanger. Dirigido a D. Alvaro de Sousa, capitão da guarda allemã de Sua Magestade, etc. foi editado em Lisboa, por Antonio Alvares, em 1611, in 8.º com 8 folhas não numeradas e 196 folhas numeradas pela frente. Nesta edição o autor é identificado como Vasco Mausinho do Quebedo.

## Caracterização
Escrito em oitava rima, o poema, dividido em 12 cantos, descreve a tomada de Arzila e de Tânger por D. Afonso V. Na introdução à obra o autor refere que esta ação pretende ser uma alegoria da conquista que um cristão faz da sua própria alma.